# بخش اسرائیل (شهرستان پربل، اوهایو)
بخش اسرائیل (به انگلیسی: Israel Township) یک منطقهٔ مسکونی در ایالات متحده آمریکا است که در شهرستان پربل، اوهایو واقع شده‌است.
 بخش اسرائیل ۹۴٫۵ کیلومتر مربع مساحت و ۱٬۲۷۳ نفر جمعیت دارد و ۲۹۹ متر بالاتر از سطح دریا واقع شده‌است.